# 豫章郡
豫章郡（よしょう-ぐん）は、中国にかつて存在した郡。漢代から唐代にかけて、現在の江西省北部に設置された。

## 概要
漢の高祖のとき、豫章郡が置かれた。紀元前202年（高帝5年）、英布が淮南王となると、淮南国が置かれ、衡山・九江・廬江・豫章の4郡を管轄した。紀元前196年（高帝11年）、英布が反乱を起こすと、劉長が淮南王に立てられた。紀元前173年（文帝7年）、淮南国が廃止され、4郡は漢の直轄の郡になった。紀元前168年（文帝12年）、城陽王劉喜が淮南王となり、再び淮南国が置かれた。紀元前164年（文帝16年）、劉喜が城陽王に戻されると、淮南国は廃止され、廬江郡と豫章郡を管轄する廬江国が置かれ、淮南厲王劉長の子の陽周侯劉賜が廬江王とされた。紀元前153年（景帝4年）、廬江王劉賜が衡山王に改封され、廬江国は廃止されて、再び廬江郡と豫章郡が置かれた。前漢の豫章郡は揚州に属し、南昌・廬陵・彭沢・鄱陽・歴陵・余汗・柴桑・艾・贛・新淦・南城・建成・宜春・海昏・雩都・鄡陽・南野・安平の18県を管轄した。王莽のとき、九江郡と改称された。
後漢が建てられると、豫章郡の称にもどされた。豫章郡は南昌・建城・新淦・宜春・廬陵・贛・雩都・南野・南城・鄱陽・歴陵・余汗・鄡陽・彭沢・柴桑・艾・海昏・平都・石陽・臨汝・建昌の21県を管轄した。
晋のとき、豫章郡は南昌・海昏・新淦・建城・望蔡・永修・建昌・呉平・豫章・彭沢・艾・康楽・豊城・新呉・宜豊・鍾陵の16県を管轄した。
南朝宋のとき、豫章郡は江州に属し、南昌・新淦・豊城・建城・望蔡・呉平・永修・建昌・豫章・康楽・新呉・艾の12県を管轄した。
南朝斉のとき、豫章郡は南昌・新淦・艾・建城・建昌・望蔡・新呉・永修・呉平・康楽・豫章・豊城の12県を管轄した。
589年（開皇9年）、隋が南朝陳を滅ぼすと、豫章郡は廃止されて、洪州が置かれた。607年（大業3年）に州が廃止されて郡が置かれると、洪州が廃止されて豫章郡と改称された。豫章郡は豫章・豊城・建昌・建城の4県を管轄した。
622年（武徳5年）、唐が林士弘を平定すると、豫章郡は洪州と改められ、豫章・豊城・鍾陵の3県を管轄した。742年（天宝元年）、洪州は豫章郡と改称された。758年（乾元元年）、豫章郡は洪州と改称され、豫章郡の呼称は姿を消した。